# Сульфид церия
Сульфид церия — бинарное неорганическое соединение 
церия и серы 
с формулой CeS, 
кристаллы.

## Получение
- Нагревание стехиометрических количеств чистых веществ:

{\displaystyle {\mathsf {Ce+S\ {\xrightarrow {2450^{o}C}}\ CeS}}}

## Физические свойства
Сульфид церия образует кристаллы 
кубической сингонии, пространственная группа F m3m, параметры ячейки a = 0,5780 нм, Z = 4,
структура типа хлорида натрия NaCl
.
Соединение конгруэнтно плавится при температуре 2450°C.